# Jean-Marc Leclercq
Jean-Marc Leclercq, anche noto con il nome d'arte di JoMo o jOmO (Tolosa, 10 ottobre 1961), è un musicista francese.
Esperantista, vegetariano convinto e poliglotta, ha cominciato la sua carriera nel 1977. Il suo nome d'arte è semplicemente l'unione delle due lettere iniziali del suo nome, JM, che in esperanto sono appunto chiamate Jo e Mo.
Ha fatto parte di diversi gruppi musicali quali: Les Diam's, Les Gringos, Les Evadés d'Alcatraz, Dougherty, Les Vicomtes, Les Rosemary's Babies, Leclerq et les Mammouths, Black & Wesson...
Il padre è nativo del nord della Francia. Guascone, catalano e italiano da parte di madre, ha sposato una donna polacca e sua figlia ha tenuto alcuni spettacoli cantando canzoni polacche.

## Biografia

### Anni 80
Jean-Marc Leclercq si è fatto conoscere all'inizio degli anni ottanta come bassista e compositore del gruppo Les Diam's che egli stesso ha creato insieme a John Szgaboonian, soprannominato "Le Szgab", e attualmente leader dei Szgaboonistes. Il gruppo suonava un pop trascinante, influenzato talvolta dalla musica reggae o dallo ska, guardando sia al Rock francese che ai gruppi internazionali come Clash o Ramones; hanno addirittura adattato di questi ultimi la canzone KKK Took My Baby Away che in francese è diventata  Le RPR a enlevé mon amie.
Tuttavia il loro repertorio era costituito principalmente da originali
Il gruppo Les Diam's si è sciolto nel 1983, poco dopo l'entrata del chitarrista Michel Bonneval che, insieme al batterista Jean Michel Daulon, raggiungerà un poco più tardi il gruppo rock Gamine e successivamente i Surrenders.
Jean Marc Leclercq formerà allora insieme a Zahardin Boukortt, futuro cantante-bassista degli Shifters, il duo contrabbasso-chitarra Les Gringos. Il loro repertorio era costituito sulla base del country e del rockabilly (Hank Williams, Everly Brothers...) magnificamente esaltato dalle voci armonizzate, a loro si unirà in seguito il chitarrista Gill Dougherty.. 
Questa nuova formazione prenderà allora il nome di Les Evades d'Alcatraz, con Zara alla batteria.
Parallelamente, parteciperà a numerosi progetti musicali, tra cui uno con le Queen Bees. In questa formazione prevalentemente femminile formata dalle sorelle Monique e Dominique Sabatier, rispettivamente al canto e alla chitarra, Corinne Gire al basso, troviamo Jean Marc alla chitarra solista e Jean Luc Huitard alla batteria.
Jean Marc ha molto investito in campo associativo, facendo attivamente parte in maniera regolare dei programmi della radio libertaria FMR che esiste dal 1983.
Ha creato l'etichetta indipendente Pink City Records (che vanta, tra gli altri, nomi come: Stéphane Gire, Szgab, Outsiders e Art Mengo). Questa etichetta si è specializzata nella produzione a basso costo di cassette prodotte artigianalmente o, quantomeno in studi di registrazione minimalista, che conferiscono ai pezzi registrati un particolare senso di autenticità.

### Anni 90
All'inizio degli anni novanta, sotto il nome di Karol Kriglsztajn egli diventa bassista del trio Rosemary's Babies, composto da Eric Ivan il "Cane Pazzo" e da El Rubio de la Ganaderia de Santander.
I Rosmary's Babies firmeranno il loro primo album Lutte de Classe(Lotta di Classe) presso la Boucherie Productions, l'etichetta di Boucherie Productions, ed un secondo Malin Plaisr presso la Willing Productions nel 1993.
Dopo la separazione del gruppo, Jean Marc inizia la sua carriera di solista, che gli permetterà di fare spettacoli nei locali di Tolosa con una discreta dose d'umore.
Questa è l'epoca in cui vede la luce un nuovo gruppo musicale Libertarios o I Libertari coi quali registra il suo primo album di sette titoli, e realizza il primo record di un concerto multilingue (22 canzoni in 22 lingue diverse), per questo dall'anno 2000 è iscritto nel Guinness dei primati.

### Attività esperantista

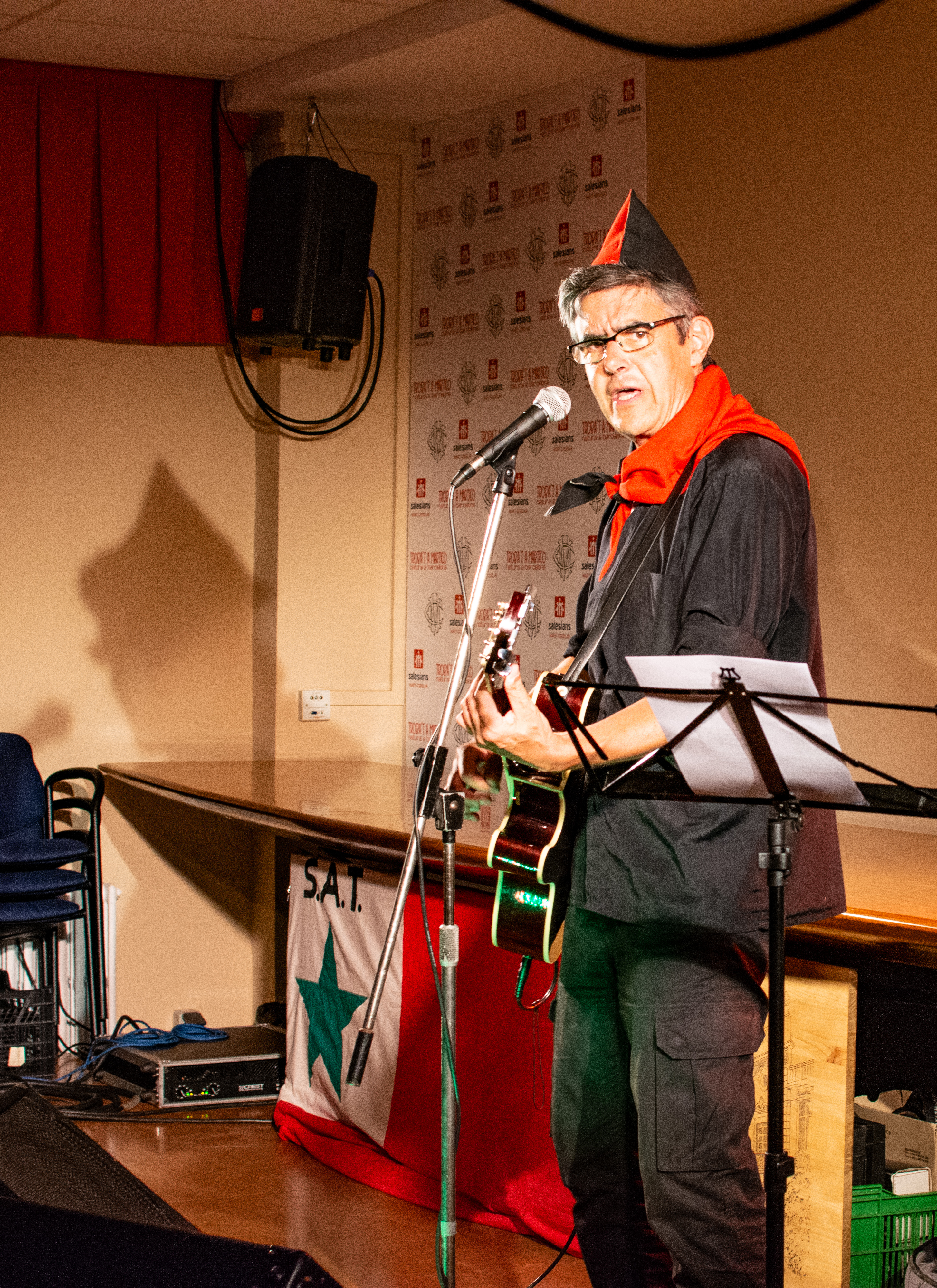
JoMo canta nel 2019 durante il congresso SAT

Jean-Marc Leclercq ha imparato l'esperanto nel 1988, e ha poi iniziato a scrivere e a cantare canzoni nella Lingua Internazionale. Da quel momento in poi si presenterà in scena sotto il nome di Jomo kaj Liberecanoj . Il gruppo è costituito da: Jean Marc, Irina Lebedeva (cantante ucraina), Mauriel Pelca (contrabbasso), Poey Bertrand (membro anche dei Prisca) e da Gerhard Börder (ex Winnipeg), batterista.
La passione di JoMo per lo porta a pubblicare tre album nella lingua internazionale (vedi discografia).
È autore di una guida di conversazione francese-guascone edita dalla casa editrice ASSIMIL (Il guascone in tasca) e di un romanzo in occitano di guascogna, Ucraïna, vincitore nel 2006 del premio letterario Paul Froment.
Detiene il record di spettacoli al Bikini, celebre sala da concerto tolosana: più di 40 secondo le stime ufficiali.
Solo o in gruppo ha girato il mondo partecipando a numerosi festival.
Ha battuto il suo stesso record del Guinness dei Primati in occasione del congresso dell'associazione britannica d'Esperanto che ebbe luogo il 4 luglio 2007 a Letchworth Garden City, la città-giardino nata dall'intuizione dell'esperantista Ebenezer Howard. JoMo è comunque solito cantare in lingua (o anche dialetto) locale in ogni luogo in cui tiene un concerto, cosicché il numero di lingue e dialetti da lui usati durante la sua carriera sono più numerosi del record, in cui si contano il numero di lingue usate in una sola serata.
Oggi JoMo è ospite fisso sul palcoscenico del Mulligans, un pub irlandese tolosano sotto il nome di Mister Wesson, anche insieme ad una formazione di canti e balli russo-ucraini dal nome di  Воля (Volia).

## Discografia
- Con i Rosemary's Babies
  - Lutte de Classe - 1991 (Boucherie Productions)
  - Malin Plaisir - 1993 (Willing Productions)
- Con I Libertari, presso Vinilkosmo
  - JoMo kaj Liberecanoj
  - JoMo Friponas! (disque festivo-latin)
  - jOmO Slavumas (dédié à la musique de l'Europe de l'Est)